# Калитино (Псковская область)
Калитино — деревня в Великолукском районе Псковской области России. Входит в состав сельского поселения «Переслегинская волость».
Расположена на западе района, на восточном берегу озера Кислое, в 11 км к западу от райцентра Великие Луки и в 4 км к юго-западу от волостного центра Переслегино.
Численность населения по оценке на 2000 год составляла 5 человек, на 2010 год — 2 человека.